# مؤسسة ياسكاوا إلكتريك

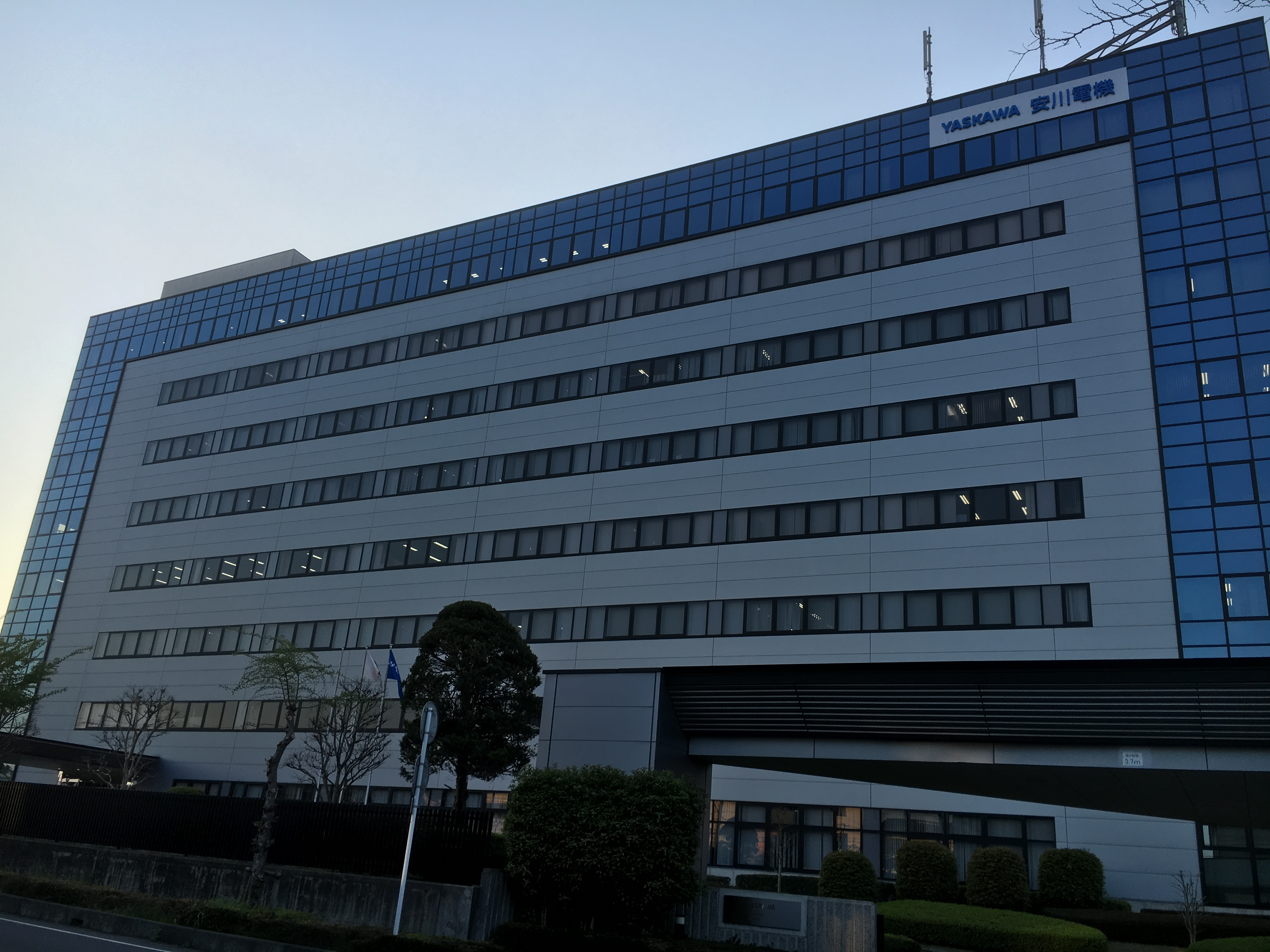
مبنى مؤسسة ياسكاوا إلكتريك

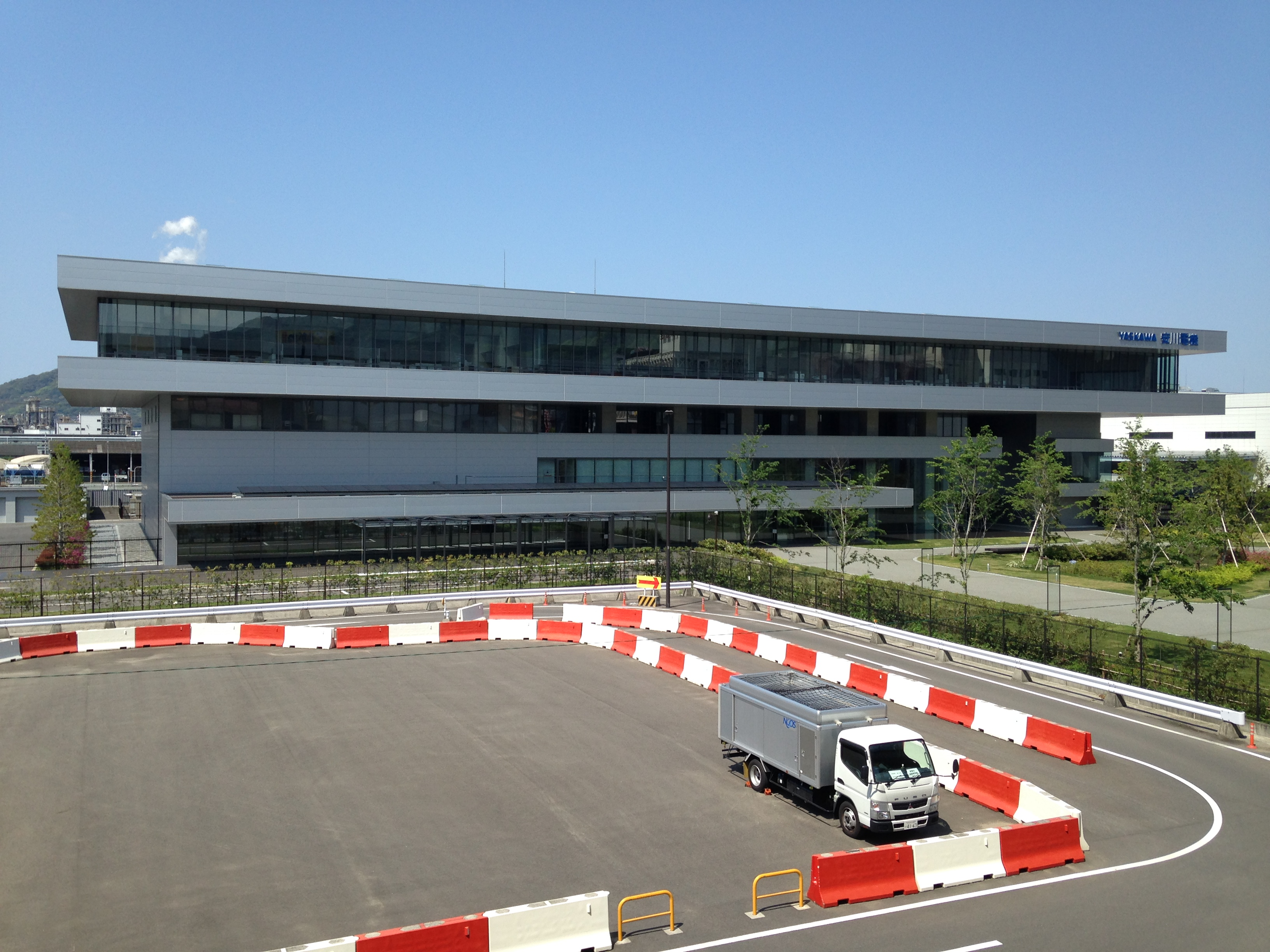
مقر مؤسسة ياسكاوا إلكتريك في كيتاكيوشو، محافظة فوكوكا.

مؤسسة ياسكاوا إلكتريك (باللغة اليابانية: 株式会社安川電機) للمعدات الكهربية، مجموعة شركات يابانية تهتم بتصنيع الماكينات الكهريية، الآليات المنظمة، أجهزة التحكم في سرعة المحركات، محركات التيار المتردد، المفاتيح والروبوتات الصناعية. تميزت الشركة بصناعة روبوتات موتومان المستخدمة في الصناعات الثقيلة، اللحام، التغليف، التجميع، الطلاء، القطع، مناولة المواد ونظم الأتمتة العامة.

## التاريخ
تأسست الشركة في عام 1915، يقع مقرها الرئيسي في كيتاكيوشو، محافظة فوكوكا. تقدمت ياسكاوا بطلب للحصول على علامة تجارية تحمل مصطلح «ميكاترونيكس» في عام 1969، ليتم الموافقة عليه في عام 1972. صمم المهندس المعماري الأمريكي أنطونين ريموند المكتب الرئيسي في كيتاكيوشو في عام 1954.
الشركة مدرجة في بورصة طوكيو وبورصة فوكوكا، إحدى مكونات مؤشر نيكاي 225 للأسهم.

## المنتجات والخدمات
- محولات تردد وأجهزة التحكم.
- أجهزة التحكم في سرعة محركات التيار المتردد.
- الروبوتات.
  - روبوتات صناعية لمختلف العمليات الصناعية.
- هندسة الأنظمة في:
  - مصانع الصلب
  - الأنظمة الاجتماعية (نقل المياه، تكنولوجيا الحفاظ على الطاقة، الوقاية من الكوارث، الأنظمة الشمسية الكبرى، أنظمة توليد الطاقة الهجينة وأنظمة إدارة الطاقة)
  - البيئة والطاقة (معدات توليد الطاقة)
  - الطاقة الكهربائية (معدات توزيع الطاقة الكهربائية)
  - الالكترونيات الصناعية
- تكنولوجيا المعلومات
- معدات لتوليد الطاقة والحفاظ عليها.

## الشركات التابعة
تمتلك مجموعة ياسكاوا شركات تابعة في 29 دولة حول العالم مع قواعد إنتاج في 12 دولة بما في ذلك اليابان. للمجموعة 81 شركة فرعية و 24 شركة تابعة في جميع أنحاء العالم. مثل:
- في الأمريكتين: ياسكاوا الأمريكية، ياسكاوا الكندية، ياسكاوا البرازيلية.[10]
- في أوروبا، أفريقيا، الشرق الأوسط: ياسكاوا الأوروبية المحدودة، ياسكاوا جنوب أفريقيا (بي تي آي) وياسكاوا في آي بي إيه.[11]
- في آسيا والمحيط الهادئ: ياسكاوا الهند الخاصة المحدودة، شركة ياسكاوا الكتريك (الصين) المحدودة، شركة ياسكاوا الكتريك الكورية، شركة ياسكاوا الكتريك تايوان.[12]

## وصلات خارجية
- الموقع الرسمي- باللغة الإنجليزية.
- فرع المحركات وأجهزة التحكم- مؤسسة ياسكاوا.
- ياسكاوا أوروبا.
- ياسكاوا الهند.
- ياسكاوا فيتنام.
- روبوتات موتومان

فيديوهات
- محاولات مؤسسة ياسكاوا لبناء قرية الروبوتات.
- نبذة عن مؤسسة ياسكاوا.
- دعايا لروبوتات موتومان.